# 宮沢弘成
宮沢 弘成（みやざわ ひろなり、1927年 - 2023年1月14日）は、日本の物理学者。専門は、核物理・素粒子物理学。東京大学理学部教授を経て、東京大学名誉教授。
東京府出身。1950年東京大学理学部卒業。1968年東京大学理学部教授。1993年東レ科学技術賞受賞。2023年逝去。

## 業績
主な業績は以下のとおりである。
1966年、超対称性の概念を世界で初めて提唱。1951年、原子核の磁気モーメントに対する、中間子効果の予測。1957年、藤田純一とともに、藤田・宮沢型の原子核三体力モデルを提案。1955年、分散公式を中間子と核子の散乱に対して適用したGoldberger-Miyazawa-Oehmeの関係式の発見。
1966年、宮沢は中間子とバリオンの超対称性を提唱したが、あまり注目されなかった。1970年代初頭、J. L. Gervaisと崎田文二（1971年）、Yu. A. GolfandとE.P. Likhtman（1971年）、D.V. VolkovとV.P. Akulov（1972年）およびJ. WessとB. Zumino（1974年）らが、時空と場の根本的に新しい対称性として、超対称性の概念を独立に発見した。これは、ボース粒子とフェルミ粒子、そして時空とミクロな世界の内部対称性を統一し、異なる量子力学的な性質の素粒子間の関係を確立するものであった。重力の繰り込みを可能にする理論のひとつとなり、超弦理論にも取り入れられている。

## 主張
場の量子論や超弦理論などに批判的で、現状は量子力学が成立する前夜、前期量子論の段階にあるとする。「Schrodinger方程式は古典論で導ける」とする。超多時間論と場の量子論を批判し、真の相対論形式でないとする。超弦理論にも批判の矢が向けられている。